# Australische Cricket-Nationalmannschaft in Neuseeland in der Saison 1976/77
Die Tour der australischen Cricket-Nationalmannschaft nach Neuseeland in der Saison 1976/77 fand vom 18. Februar bis zum 1. März 1977 statt. Die internationale Cricket-Tour war Bestandteil der Internationalen Cricket-Saison 1976/77 und umfasste zwei Tests. Australien gewann die Serie 1–0.

## Vorgeschichte
Australien spielte zuvor eine Tour gegen Pakistan, Neuseeland eine Tour in Indien.
Das letzte Aufeinandertreffen der beiden Mannschaften bei einer Tour fand in der Saison 1973/74 in Australien statt.

## Stadien
Die folgenden Stadien wurden für die Tour als Austragungsort vorgesehen.
| Stadion        | Stadt        | Kapazität | Spiele  |
| -------------- | ------------ | --------- | ------- |
| Eden Park      | Auckland     | 50.000    | 2. Test |
| Lancaster Park | Christchurch | 38.628    | 1. Test |

## Kaderlisten
| Test | Test |
| Neuseeland | Australien |
| --- | --- |
| - Glenn Turner (K) - Mark Burgess - Lance Cairns - Ewen Chatfield - Bevan Congdon - Jock Edwards (wk) - Dayle Hadlee - Richard Hadlee - Geoff Howarth - Hedley Howarth - Warren Lees (wk) - John Parker - Peter Petherick | - Greg Chappell (K) - Gary Cosier - Ian Davis - Gary Gilmour - Dennis Lillee - Rod Marsh (wk) - Rick McCosker - Kerry O’Keeffe - Alan Turner - Max Walker - Doug Walters |

## Tests

### Erster Test in Christchurch
| 18. – 23. Februar Scorecard | Christchurch | Australien 552 (110.5) & 154-4d (43) | – | Neuseeland 357 (95.2) & 293-8 (84) |
|                             |              | Remis                                |   |                                    |

Neuseeland gewann den Münzwurf und entschied sich als Schlagmannschaft zu beginnen.

### Zweiter Test in Auckland
| 25. Februar – 1. März Scorecard | Auckland | Neuseeland 229 (66.3) & 175 (42.7) | – | Australien 377 (97.1) & 28-0 (3.5) |
|                                 |          | Australien gewinnt mit 10 Wickets  |   |                                    |

Australien gewann den Münzwurf und entschied sich als Feldmannschaft zu beginnen.